# Kuji
Kuji (jap. 久慈市 Kuji-shi) – miasto w Japonii, w regionie Tōhoku, w prefekturze Iwate. Ma powierzchnię 623,50 km². W 2020 r. mieszkały w nim 33 043 osoby, w 14 083 gospodarstwach domowych  (w 2010 r. 36 872 osoby, w 13 984 gospodarstwach domowych) .

## Położenie
Miasto leży we wschodniej części prefektury nad Oceanem Spokojnym.

## Historia
Miasto powstało 3 listopada 1954 roku.

## Miasta partnerskie
- Litwa: Kłajpeda